# Olympiska flyktinglaget
Det olympiska flyktinglaget (franska: Équipe olympique des réfugiés, engelska: Refugee Olympic Team at the Olympics, IOK-kod: EOR) består av oberoende olympiska deltagare som är flyktingar. I mars 2016 tillkännagav Internationella olympiska kommitténs (IOC) president Thomas Bach skapandet av det olympiska flyktinglaget, som en symbol för hopp för alla flyktingar i världen och för att öka den globala medvetenheten om omfattningen av migrantkrisen i Europa. I september 2017 etablerade IOK Olympic Refugee Foundation för att stödja flyktingar på lång sikt.  
Den olympiska flaggan och den olympiska hymnen används som lagsymboler, precis som för Individuella olympiska idrottsutövare. De deltagande atleterna gick i öppningsceremonin för olympiska sommarspelen 2016 in på stadion som den näst sista delegationen, strax före värdlandet. Vid olympiska sommarspelen 2020 och 2024 gick laget in på stadion näst efter Grekland.
Vid olympiska sommarspelen 2016 använde laget IOK:s landskod ROT. Vid olympiska sommarspelen 2020 ändrades det till EOR (en förkortning av franska franska: Équipe olympique des réfugiés). Inga olympiska flyktingar har deltagit i de olympiska vinterspelen.
Cindy Ngamba blev först att ta en medalj för det olympiska flyktinglaget vid de olympiska spelen 2024. Kimia Alizadeh, som representerade det olympiska flyktinglaget vid olympiska sommarspelen 2020, fick brons vid EM i taekwondo 2022 samtidigt som hon representerade flyktinglaget, och vann tidigare brons för Iran vid olympiska sommarspelen 2016.

## Medaljer
| Spel                | Idrottare         | Guld | Silver | Brons | Total | Rang |
| Rio de Janeiro 2016 | 10                | 0    | 0      | 0     | 0     | –    |
| Tokyo 2020          | 29                | 0    | 0      | 0     | 0     | –    |
| Paris 2024          | 37                | 0    | 0      | 1     | 1     | 84   |
| Los Angeles 2028    | framtida händelse |      |        |       |       |      |
| Brisbane 2032       | framtida händelse |      |        |       |       |      |
| Total               | Total             | 0    | 0      | 1     | 1     | 151  |